# Olkolili
Olkolili ist ein Verwaltungsbezirk (Ward) des Distrikts Siha in der tansanischen Region Kilimandscharo.

## Geografie
Olkolili liegt im Nordosten von Tansania etwa 30 Kilometer nordwestlich von Moshi. Der Bezirk grenzt im Norden an Makiwaru, im Osten an Donyomurwak, im Süden an Ormelili und im Westen an Malula und King'ori des Distrikts Meru. Bei der Volkszählung 2022 lebten 5100 Menschen in 1101 Haushalten auf einer Fläche von 21,1 Quadratkilometern.

## Gliederung
Der Bezirk besteht aus zwei Gemeinden (Mtaa) mit sieben Orten (Kitongoji):
| Mkombozi - Mkombozi A - Mkombozi B | Olkolili - Olkolili - Songambele - Kidire - Makao Mapya - Isinoni |

## Wirtschaft und Infrastruktur
- Bildung: Im Bezirk gibt es eine weiterführende Schule. Die Esinyari Secondary School bildet rund 160 Mädchen und Burschen bis zur 4. Stufe aus.[8][9]
- Gesundheit: In Olkolili liegt ein staatliches Gesundheitszentrum, das Patienten nur ambulant behandelt.[10]

## Sonstiges
Wegen großer Trockenheit und starker Winde ist das Gebiet von Bodenerosion betroffen. Im Jahr 2024 haben die Vereinten Nationen ein Entwicklungsprogramm zur Aufforstung gestartet. Damit sollen die Schäden an Gebäuden und an der Natur verringert werden.